# Ruda (powiat ostrowski)
Ruda – wieś sołecka w Polsce położona w województwie mazowieckim, w powiecie ostrowskim, w gminie Wąsewo.
W latach 1975–1998 miejscowość należała administracyjnie do województwa ostrołęckiego.
Wierni Kościoła rzymskokatolickiego należą do parafii św. Maksymiliana Marii Kolbego w Kozikach.